# 윈저 의자

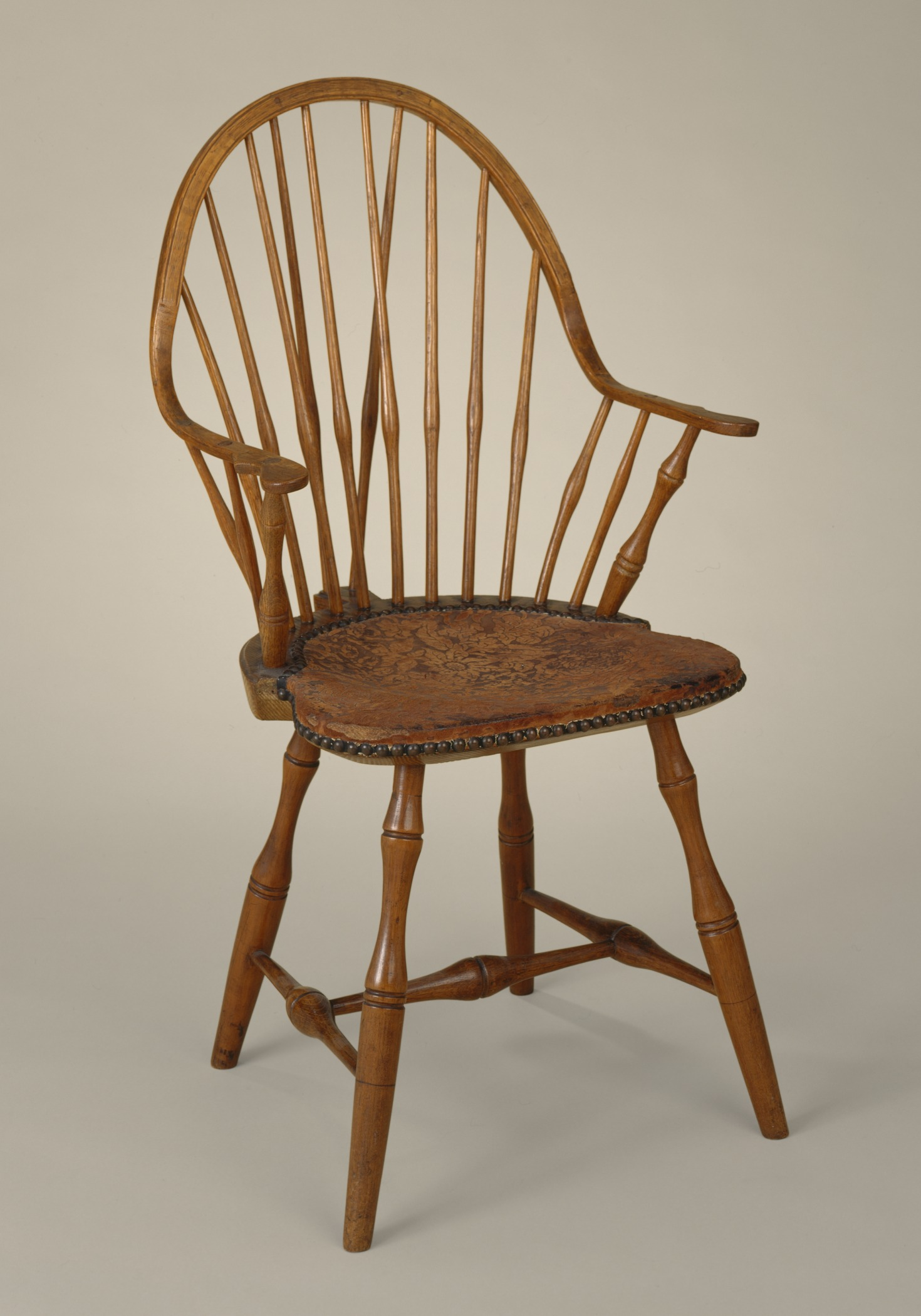
18세기의 클래식한 윈저 암체어

윈저 체어(Windsor chair)로 불리는 윈저 스타일의 의자는 의자 뒷다리와 등받이의 직립이 연속되는 표준 의자와는 다르게 대조적으로 의자 등받이와 다리구조가 분리되어 있으며 등받이와 다리의 접합부위는 일반적으로 둥근 형태의 장부이음 공법으로 되어 있어 구멍을 뚫은 구멍에 밀어넣어져 있는 단단한 나무 의자로 만들어진 의자다. 윈저 의자의 좌석은 종종 얕은 접시형태나 안장 모양으로 조각되어 안락함을 의도하며 만들어졌다. 전통적으로 다리와 등받이 구조물의 상하 직립은 보통 장대 좌석 선반 위아래로 올려져 있었다. 등받이와 때로는 팔걸이(팔부위가 있는 경우)의 조각이 증기로 구부러진 나무 조각으로 형성되기도 한다.

## 윈저 스타일과 표준의자
|                                           |                                        |
| 윈저 스타일(장부 이음에 의한 등받이 결합) | 표준 의자(뒷다리와 등받이 축의 일체형) |

## 클래식과 모던 스타일
|                           |                                   |                    |
| 라운드 등받이 윈저 암체어 | 휀백(fan-back) 등받이 윈저 암체어 | 심플한 윈저 스타일 |

## 같이 보기
- 걸상
- 접이식 의자